# Paraíso florido

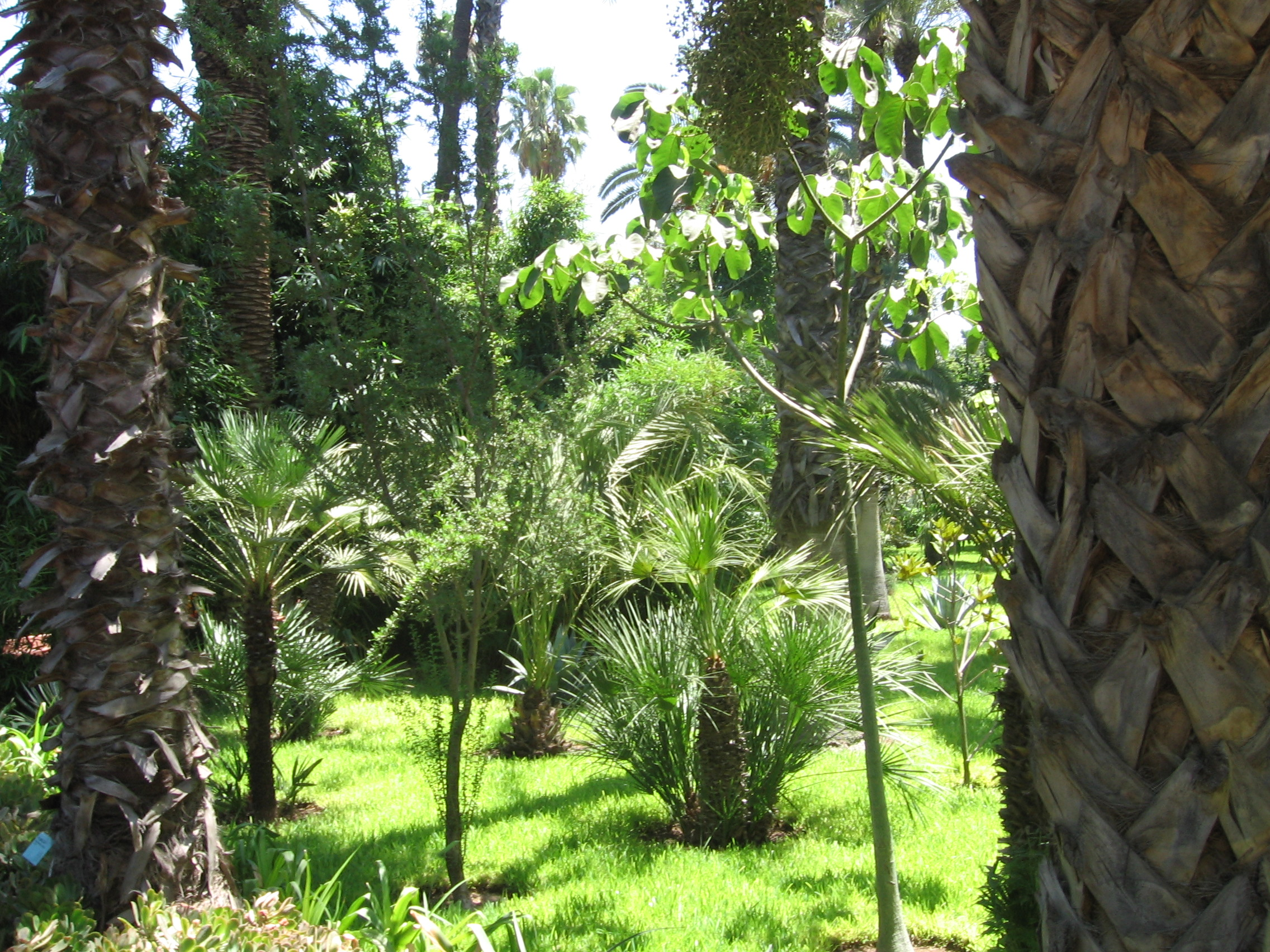
Imagen de un jardín tropical que correspondería al paraíso florido de los mayas.

El paraíso florido en la antigua tradición maya y azteca.[cita requerida]
Se refiere a un lugar espiritual en que las almas se encuentran después de la vida en un jardín plagado de flores, jades y en compañía de los ancestros y los dioses principales de la mitología de Mesoamérica.[cita requerida]
Para llegar a este mítico lugar se requiere de algunas características especiales como haber sido sacerdote, guerrero muerto en batalla o haber sido sacrificado a los dioses.[cita requerida]
Según los aztecas la región vertical o cielo; estaba dividido en paraíso o infierno.[cita requerida]
La parte superior era la morada de los dioses de la antigua tradición, en orden descendente según su categoría encontramos 18 niveles o formas del paraíso.[cita requerida]
Una de estas secciones estaba dedicada a Tláloc el dios de la lluvia, se subdividía en una parte oriental y otra occidental para designar el paso del sol desde su nacimiento hasta su paso temporal.[cita requerida]
El paraíso del este (Tlalocan) era destinado para todos los muertos en batalla o en la piedra de los sacrificios[cita requerida], también los que morían ahogados o fulminados por un rayo.
El paraíso del oeste era destinado a las mujeres muertas por parto, convertidas en las parteras del Sol en su diario nacimiento.

## Diferencia con el paraíso de la mitología judeocristiana

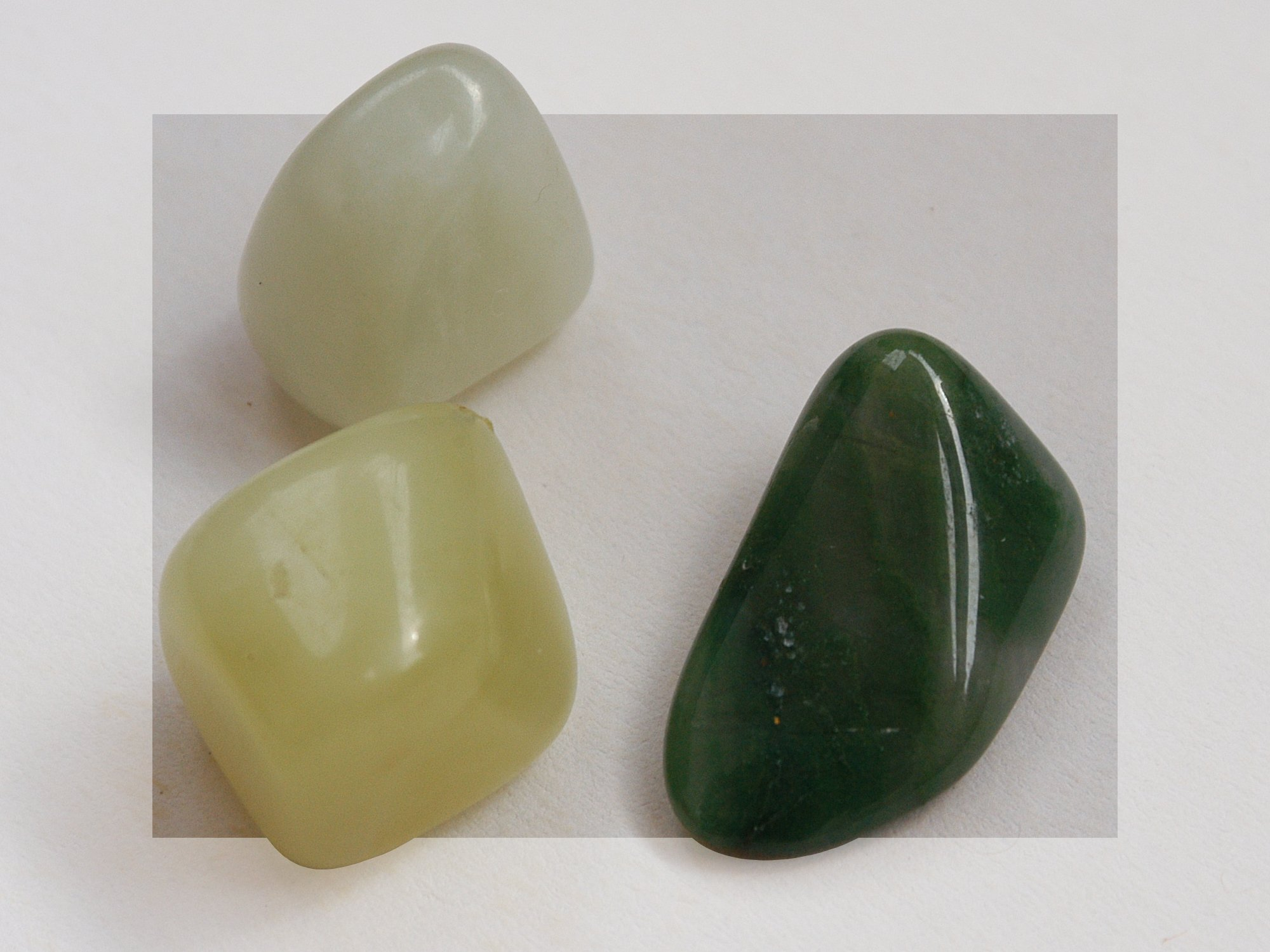
Jade precolombino.

La principal diferencia radica en la que este lugar mítico está basado en el contacto entre los ancestros y los dioses.[cita requerida]
Así mismo se diferencia en la vegetación tropical que cubriría este hermoso jardín destino final de las almas de los aztecas y mayas escogidos.[cita requerida]
Dioses como Quetzalcoatl y Huitzilopochtli están presentes como figuras guías en el tránsito a los nuevos mundos espirituales.[cita requerida]